# 亞硫酸鹽定序
亚硫酸盐定序（英语：bisulfite sequencing）是一种利用亚硫酸盐处理，测定DNA甲基化情形的方法。DNA甲基化是最早被发现的表观遗传标记，也是被研究最为深入的表观遗传改变。原理在于亚硫酸盐可使DNA上的胞嘧啶（C）转变为尿嘧啶（U），同时已受甲基化的5-甲基胞嘧啶則不受影响。如此一來，就可以使实验者得知DNA序列上甲基化的情形(Figure 2)。 对动物而言，DNA甲基化主要是指对CpG位点中胞嘧啶的五号碳上增加一个甲基的过程。DNA位点的甲基化可能对该基因的转录活性起到抑制作用。
使用亚硫酸盐处理DNA会将胞嘧啶残基转化成尿嘧啶，但被甲基化的胞嘧啶残基则不受影响；因此，被亚硫酸鹽处理后的DNA片段只保留甲基化的胞嘧啶。基于此原理，亚硫酸盐能在单个核苷酸水平上揭示DNA的甲基化情况。有多种检测方法可以实现对亚硫酸盐处理后DNA序列的分析，分析的实际问题就是亚硫酸盐使碱基从C到U最终到T造成的区别（Figure 1）。

## 方法
亚硫酸盐定序法是常见的检测CpG位点甲基化情况的方法。其他非测序的检测DNA甲基化策略主要是针对某个位点或全基因组水平的甲基化情况。所有的检测策略都基于亚硫酸盐已将全部未甲基化的胞嘧啶转化为尿嘧啶的前提。理论上说，检测结果能将一对等位基因的甲基化情况分别展示出来。除下文介绍的检测方法外，还有结合亚硫酸盐限制测序和甲基化DNA免疫沉淀等方法。
检测亚硫酸盐处理后DNA甲基化情况的手段仍在不断发展中。检测方法的研究方向分两类，区别是是否采用甲基化特异性的PCR。（Figure  3&4）。以微阵列为基础的检测方法使用非甲基化特异性的PCR。

### 基于非甲基化特异性PCR的检测方法

#### 直接定序
第一个被报道的利用亚硫酸盐检测DNA甲基化的实例使用的方法。引子被设计成既有DNA序列特异性也有亚硫酸盐特异性（也就是说引子序列中含有非CpG位点的胞嘧啶，这样引子就不能和未经亚硫酸盐处理的DNA片段结合），和需要检测的甲基化位点临近但不交叉。这样设计的引子会同时扩增甲基化和非甲基化的序列（和甲基化特异性PCR不同）。PCR结束后，所有未甲基化的胞嘧啶都被显示为胸腺嘧啶，而反义链的对应位置则是腺嘌呤。直接测序要求PCR的克隆产物prior to测序（为了获得足够的灵敏度），因此这种方法费时费力，且通量较低。巢式PCR（nested PCR）能提高扩增产物质量。
之后所有的检测DNA甲基化技术都源于Frommer等人的成果。尽管有些其他方法都不是真正的测序技术，但“亚硫酸盐测序”一般被用来指代此类检测DNA甲基化的技术。

#### 焦磷酸测序
焦磷酸测序也是非甲基化特异性PCR测序的一种类型。在PCR扩增目的片段之后，焦磷酸测序可以检测出被亚硫酸盐作用而改变的CpG位点。发生了从C到T转变的位点可以由C和T的数量变化推出。该技术的主要问题在于成本较高且无法应用于高通量筛选。
对于此项技术的改进由wong等人报道：使用等位基因特异性的引物进行PCR，可以把单链和双链的结果区分开来。这项技术对于基因铭印的检测非常有效。

#### 甲基化敏感的单链构象检测
这项技术是以单链构象多态性检测（single-strand conformation polymorphism, SSCA）为基础发展而来。因为序列不同的DNA在未变性前会形成不同的二级和三级结构，SSCA可以将长度相同但序列不同的单链DNA在不变性的情况下通过凝胶电泳分离。SSCA对于只有一个核苷酸发生改变的两条DNA链的敏感性较低；但在DNA甲基化的检测中，往往有很多个胞嘧啶被转化成胸腺嘧啶，所以SSCA的敏感度接近100%。同时该检测手段还能根据DNA链的结合强度提供DNA的甲基化程度。这种方法主要获得的是某个区域的总体而非某一具体位点的甲基化情况。

#### 高分辨率熔解分析
高分辨率熔解（high resolution melting， HRM）分析是另一种从序列总体水平分析DNA甲基化水平的技术。HRM分析首先将PCR产物用饱和荧光染料充分染色。在对PCR的扩增产物逐渐升温过程中，扩增子逐渐解链，随着双链DNA结构逐渐减少，荧光强度也逐渐降低，从而得出样本的溶解曲线。将溶解曲线和标准曲线对比就可以得到目的片段的甲基化情况。

#### 甲基化敏感的单核苷酸引物扩增
在使用亚硫酸盐处理DNA片段后，设计亚硫酸盐特异性的引物，使PCR反应恰好停止在第一个CpG位点的C位。由于非甲基化位点已变为T而甲基化位点仍是C，PCR产物中C和T的比例可以衡量该位点甲基化与否。
分析CT比例有很多方法。最开始使用的是放射标记的ddNTP，荧光标记和焦磷酸测序也被使用。此外，基质辅助激光解吸/电离（MALDI）高通量分析法、高效液相色谱法（HPLC）等技术也能用于区分引物扩增产物。

#### 碱基特异性切割/基质辅助激光解吸-电离
该技术是由Ehrich等人报道的。首先，通过在PCR引物中加入RNA聚合酶启动子将目的DNA片段转录为RNA片段。向产物中加入dTTP和dCTP后，使用RNase A切割C、T和U的3’端。由于RNase A对dTTP和dCTP没有切割效果，最后的结果是只有被甲基化的胞嘧啶的3’端被切割。通过MALDI法对切割产物的分析可以得到甲基化的具体位点。这种方法可以用于高通量筛选，具有高效和低成本的优点。

### 甲基化特异性PCR
甲基化特异性PCR（methylation-specific PCR, MSP）可以免除对目的片段的测序。 这种PCR的引物被设计为只和甲基化的胞嘧啶互补，或者是只和被亚硫酸盐从胞嘧啶转化为的胸腺嘧啶互补（“非甲基化”特异性）。由于引物中CpG位点的增加能增强检测的特异性，这种方法对高密度CpG位点的区域尤为实用。把CpG位点置于引物的3’端能增强敏感度。一般来说，MSP和其相关方法被认为是检测单个位点甲基化敏感度最高的方法，可达到检测出低至0.1%的甲基化比例。
MethyLight是基于MSP的技术，能进行定量测定。该方法使用甲基化特异性引物和甲基化特异性荧光报告探针。如果需要区分相关CpG位点，引物或探针则可以低非甲基化特异性的。
还有学者使用改良的MSP法分析DNA片段—— 溶解曲线分析法（Mc-MSP）。这种方法同时扩增原序列和亚硫酸盐处理后的序列，通过对不同峰值的比较得到定量关系。将mc-MSP和定量PCR结合则可以对低水平的甲基化进行精确测定。

#### 基于微阵列的检测方法
基于微阵列的检测方法是对上述各种方法的逻辑延伸，可用于对整个基因组甲基化水平的检测。DNA微阵列检测使用针对目标CpG位点的寡核苷酸杂交探针，分别与原序列和亚硫酸盐处理后的序列互补。探针同样也是亚硫酸盐特异性的以避免和反应不完全的DNA序列结合。illumina公司甲基化分析是常用的使基于阵列检测全基因组甲基化情况的全套手段。

## 局限

### 5-羟甲基胞嘧啶
5-羟甲基胞嘧啶是一种新的哺乳动物DNA碱基。亚硫酸盐会把5-羟甲基胞嘧啶转化为5-甲基磺酸胞嘧啶，而5-甲基磺酸胞嘧啶则在测序中被认为是胞嘧啶。也就是说，通过亚硫酸盐测序得到的甲基化结果实际上是5-甲基胞嘧啶和5-甲基磺酸胞嘧啶的总和。Chuan He等人设计的新方法已经可以在单碱基水平上区分以上两种胞嘧啶。
转化反应不完全
亚硫酸盐测序要求反应必须完全——每一个未被甲基化的胞嘧啶都被转化为尿嘧啶。如果转化反应不完全则会导致结果出现假阳性。此外，由于只有在单链DNA中的胞嘧啶才能被亚硫酸盐攻击，DNA的变性也是至关重要的。对于实验条件的控制，如温度和盐浓度也是是反应完成的重要因素。将DNA在琼脂糖胶中反应可使DNA片段互相分离而提高反应质量。

### DNA的降解
另一个影响测试结果的原因是DNA在反应过程中被降解。那些使转化反应完全的必要条件，如长时间孵育、提高温度和高亚硫酸盐浓度，会导致多达90%的DNA被降解。由于反应起始时的DNA总量不多，这种降解会影响到最终的检测。降解会导致DNA脱嘌呤，形成随机的断裂。因此，PCR的扩增序列越长，完整模板分子的期望就越低。这可能导致PCR扩增失败或者因DNA样本数太少而失去数量的准确性。因此，在设计测序实验过程中要考虑反应条件对DNA降解的影响。一些技术能降低DNA的降解，如设置孵育温度循环。

### 其他问题
一个潜在的问题是由于碱性不够导致的嘧啶脱磺酸基不完全。这可能会抑制某些DNA聚合酶，最终导致PCR产物合成困难。这种现象可以通过调整反映环境的PH值来避免。
最后一个问题是亚硫酸盐处理会大大降低样本的复杂性，这在多个PCR反应同时进行时会导致问题：引物设计更加困难，错误的杂交频率也会提高。

## 应用：全基因组甲基化检测（WGBS）
亚硫酸盐测序正在取代限制性标记基因组扫描，成为检测全基因组甲基化情况的主流技术。人类的表观基因组正在逐步完善中。表观基因组的信息对于基因序列的应用和调控功能的理解十分重要。
表观基因组的稳定性比基因组低，因此对它的了解也更困难。一个个体的表观基因组和年龄、组织相关，被环境所调控，在疾病发生时会出现异常。对于表观基因组的研究可以对正常表观遗传和疾病相关的改变做出深入了解。
表观基因组图谱研究的直接好处之一就是克隆技术的提高。诸多研究表明，对正常的生物进行克隆失败的原因是表观遗传信息的错误。基因的甲基化异常在多种肿瘤中存在。全基因组的低甲基化会导致基因组的不稳定，而局部的抑癌基因启动子高甲基化则会导致基因失活。特定位点的甲基化对肿瘤的诊断和治疗有指导作用。
大规模的表观遗传图谱绘制已在全球展开。由于亚硫酸盐全基因组测序费用高昂，它只应用于小部分高精确度的测序中，其他更粗略的分析法则应用较为广泛。